# Молодіжна печера (Росія, Челябінська область)
Молодіжна печера (рос. Молодежная) — печера в Челябінській області Росії, на Південному Уралі. Печера вертикального типу простягання. Загальна протяжність — 220 м. Глибина печери становить 59 м. Категорія складності проходження ходів печери — 1.